# 잠수부

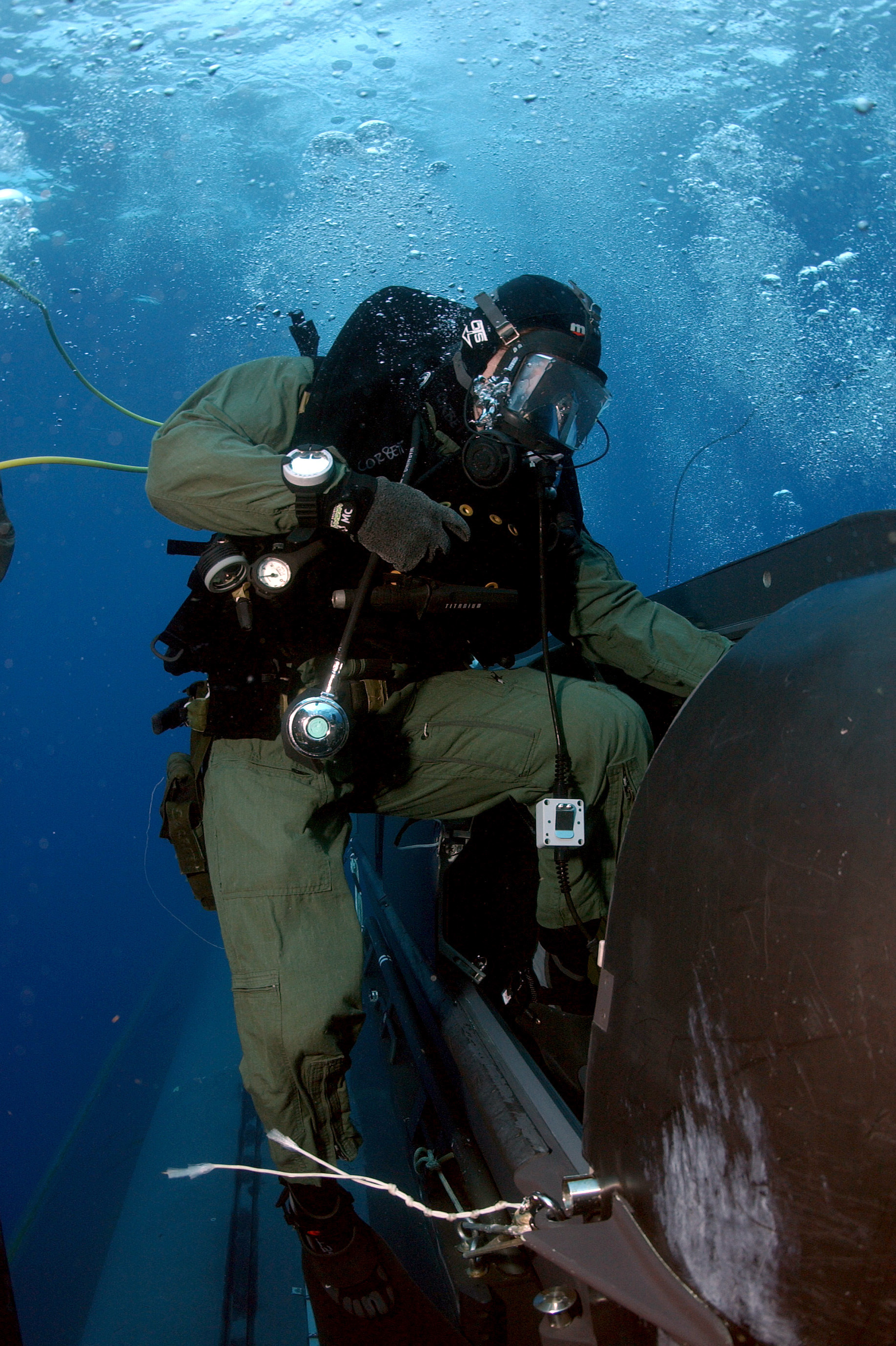
SEAL 딜리버리 팀 멤버의 모습.

잠수부(문화어: 무잠이)는 정찰 및 군사 업무를 포함하여 물 속에서 스쿠버 다이빙이나 수영의 훈련을 받은 사람을 말한다.

## 역사
고대 로마와 그리스 등의 시기에 전투를 위해 수영이나 다이빙을 하는 사람들이 있었으며 속이 빈 식물 줄기나 긴 뼈를 스노클로 사용하기도 했다. 스노클을 사용하여 다이빙을 한 일은 아리스토텔레스가 언급하였다. (기원전 4세기) 전쟁 중의 잠수부의 최초의 설명은 투키디데스의 펠로폰네소스 전쟁사에서 볼 수 있다.

## 같이 보기
- 수중폭파대